# Insieme trascurabile
In matematica, un insieme trascurabile è un insieme abbastanza piccolo da essere ignorato in determinati casi. Per esempio gli insiemi finiti possono essere ignorati nello studio del limite di una successione, e gli insiemi nulli possono essere ignorati quando si studia l'integrale di una funzione misurabile.
Gli insiemi trascurabili definiscono molti concetti utili che possono essere applicati in varie situazioni, come la nozione di vero quasi ovunque. Perché tutto questo funzioni, in genere è sufficiente che gli insiemi trascurabili formino un ideale; cioè, che l'insieme vuoto sia trascurabile, l'unione di due insiemi trascurabili sia trascurabile, e che ogni sottoinsieme di un insieme trascurabile sia trascurabile. In alcuni casi è necessario anche che l'ideale sia un sigma-ideale, in modo che l'unione numerabile di insiemi trascurabili sia ancora trascurabile. Se I e J sono ideali di sottoinsiemi dello stesso insieme X, allora si può parlare di sottoinsiemi I-trascurabili e J-trascurabili.

## Esempi
- Sia X l'insieme N dei numeri naturali, e sia un sottoinsieme di N trascurabile se e solo se è finito.

Allora gli insiemi trascurabili così definiti formano un ideale.
Questa idea può essere applicata ad ogni insieme infinito; ma se applicata a un insieme finito, ogni insieme sarebbe trascurabile, che non è una nozione molto utile.
- Sia X un insieme non numerabile, e sia un sottoinsieme di X trascurabile se è numerabile.

Allora gli insiemi trascurabili formano un sigma-ideale.
- Sia X uno spazio misurabile dotato di una misura m, e sia un sottoinsieme di X trascurabile se è m-nullo.

Allora gli insiemi trascurabili formano un sigma-ideale.
Ogni sigma ideale su X può essere ottenuto in questo modo assegnando un'opportuna misura su X.
- Sia X uno spazio topologico, e sia un sottoinsieme trascurabile se è di prima categoria, cioè, se è un'unione numerabile di insiemi mai densi (dove un insieme è mai denso se non è denso in ogni insieme aperto).

Allora gli insiemi trascurabili formano un sigma-ideale.
X è uno spazio di Baire se la parte interna di ogni insieme trascurabile così definito è vuota.
- Sia X un insieme diretto, e sia un sottoinsieme di X trascurabile se ha un estremo superiore.

Allora gli insiemi trascurabili formano un ideale.
Un caso particolare di questo si ottiene usando il normale ordinamento di N.

## Concetti derivati
Sia X un insieme, e sia I un ideale di sottoinsiemi trascurabili di X.
Se p è una proposizione sugli elementi di X, allora p è vera quasi ovunque se l'insieme dei punti in cui p è vera è il complemento di un insieme trascurabile.
Cioè, p potrebbe non essere sempre vera, ma è falsa così raramente che può essere ignorata per un determinato scopo.
Se f e g sono entrambe funzioni da X a Y, allora f e g sono equivalenti se sono uguali quasi ovunque.
Ad esempio, sia X l'insieme N, e gli insiemi trascurabili siano gli insiemi finiti.
Allora f e g sono successioni.
Se Y è uno spazio topologico, allora o entrambe le f e g hanno lo stesso limite, oppure nessuna.
(Quando si generalizza agli insiemi diretti, si ottiene lo stesso risultato, ma per le reti.)
Oppure, sia X uno spazio di misura, e siano trascurabili gli insiemi nulli.
Se Y è la retta reale R, allora o entrambe le f e g hanno lo stesso integrale, oppure nessuna.